# Tambor de Alajuela
Tambor es un distrito del cantón de Alajuela, en la provincia de Alajuela, de Costa Rica.

## Historia
Tambor fue creado el 6 de noviembre de 1922 por medio de Decreto 28.

## Geografía
Tambor cuenta con un área de 13,89 km² y una altitud media de 950 m s. n. m.

## Demografía
Para el año 2022, Tambor cuenta con una población estimada de 15 847 habitantes, y para el último censo efectuado, en 2011, Tambor contaba con una población de 10 992 habitantes.

## Localidades
- Poblados: Cacao, Calle Liles, González, Quebradas, Rincón Cacao, Tuetal Norte (parte), Vargas (parte).

## Transporte

### Carreteras
Al distrito lo atraviesan las siguientes rutas nacionales de carretera:
- Ruta nacional 107
- Ruta nacional 118
- Ruta nacional 718
- Ruta nacional 719
- Ruta nacional 727